# 大喬電子
大喬電子（英語：TACHIAU Electronics），簡稱大喬、TACH或TACHIAU，是一間位於高雄市鳳山區的電子音訊系統研發製造商，主力產品包括擴大機、會議系統、廣播系統、擴音機等等，並對此類產品進行研發。

## 外部連結
- 大喬電子 （页面存档备份，存于）